# Герои Социалистического Труда Чечни
В настоящий список включены:

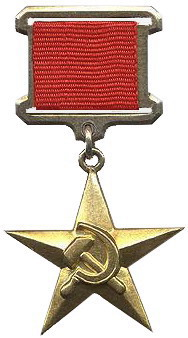
Золотая медаль «Серп и Молот»

- Герои Социалистического Труда, на момент присвоения звания проживавшие на территории современной Чеченской Республики, — 25 человек;
- уроженцы Чеченской Республики, удостоенные звания Героя Социалистического Труда в других регионах СССР, — 16 человек.

Вторая часть списка может быть неполной из-за отсутствия данных о месте рождения ряда Героев.
В таблицах отображены фамилия, имя и отчество Героев, должность и место работы на момент присвоения звания, дата Указа Президиума Верховного Совета СССР, отрасль народного хозяйства, место рождения/проживания, а также ссылка на биографическую статью на сайте «Герои страны». Формат таблиц предусматривает возможность сортировки по указанным параметрам путём нажатия на стрелку в нужной графе.

## История
Первым на территории современной Чеченской Республики звания Героя Социалистического Труда был удостоены Указом Президиума Верховного Совета СССР от 5 ноября 1943  года паровозный машинист депо Гудермес Орджоникидзевской железной дороги М. И. Радченко, которому эта высшая степень отличия была присвоена за особые заслуги в обеспечении перевозок для фронта и народного хозяйства и выдающиеся достижения в восстановлении железнодорожного хозяйства в трудных условиях военного времени.
Большинство Героев Социалистического Труда в республике приходится на работников сельского хозяйства — 10 человек; нефтехимическая и нефтяная промышленность — по 5; лёгкая промышленность, транспорт, строительство, образование, государственное управление — по 1.

## Лица, удостоенные звания Героя Социалистического Труда в Чечне
| №  | Фамилия, имя, отчество          | Даты жизни              | Деятельность | Дата присвоения | Отрасль       | Место рождения          | ГС        |
| -- | ------------------------------- | ----------------------- | --- | --------------- | ------------- | ----------------------- | --------- |
| 1  | Амитов Умурзак                  | 1928 — ????             | Старший чабан племенного овцеводческого совхоза «Шелковский» Шелковского района Чечено-Ингушской АССР                                                                   | 22.03.1966      | сельхоз       | Шелковской район        | [ ГС 1 ]  |
| 2  | Апряткин Семён Семёнович        | 27.04.1911 — 12.02.1977 | Начальник объединения «Грознефть» Министерства нефтяной промышленности южных и западных районов СССР, Грозненская область                                               | 08.05.1948      | нефтепром     | *Азербайджан            | [ ГС 2 ]  |
| 3  | Аюбова Шумисат Аюбовна          | род. 1936               | Птичница совхоза «Джалка» Шалинского района Чечено-Ингушской АССР | 22.03.1966      | сельхоз       | Чечня                   | [ ГС 3 ]  |
| 4  | Бабуков Владимир Георгиевич     | 23.10.1916 — 23.01.2004 | Главный инженер нефтегазодобывающего управления «Старогрознефть» объединения «Грознефть» Министерства нефтяной промышленности СССР, Чечено-Ингушская АССР               | 30.03.1971      | нефтепром     | Грозный                 | [ ГС 4 ]  |
| 5  | Ведерников Николай Иванович     | 29.01.1926 — 15.07.2009 | Оператор Грозненского нефтеперерабатывающего завода Министерства нефтеперерабатывающей и нефтехимической промышленности СССР, Чечено-Ингушская АССР                     | 28.05.1966      | нефтехимпром  | *Самарская область      | [ ГС 5 ]  |
| 6  | Гайтамиров Ширвани Хасанович    | 1934 — ????             | Звеньевой совхоза «Атагинский» Грозненского района Чечено-Ингушской АССР                                                                                                | 23.12.1976      | сельхоз       | Чечня                   | [ ГС 6 ]  |
| 7  | Кагерманов Алхазур Денаевич     | 1934—1987               | Бригадир совхоза «Красноармейский» Урус-Мартановского района Чечено-Ингушской АССР                                                                                      | 24.12.1965      | сельхоз       | Урус-Мартановский район | [ ГС 7 ]  |
| 8  | Клёпов Андрей Сергеевич         | 1917 — ????             | Старший оператор Грозненского крекинг-завода Министерства нефтеперерабатывающей и нефтехимической промышленности СССР, Чечено-Ингушская АССР                            | 24.12.1965      | нефтехимпром  | *Саратовская область    | [ ГС 8 ]  |
| 9  | Колесников Николай Кондратьевич | 1910 — ????             | Директор машиностроительного завода «Красный молот» Министерства химического и нефтяного машиностроения СССР, гор. Грозный Чечено-Ингушской АССР                        | 20.04.1971      | нефтехимпром  | *Донецкая область       | [ ГС 9 ]  |
| 10 | Летковская Таисия Борисовна     | 22.05.1918 — 11.12.1982 | Начальник установки № 18 Грозненского нефтемаслозавода Чечено-Ингушского совнархоза                                                                                     | 07.03.1960      | нефтехимпром  | Грозный                 | [ ГС 10 ] |
| 11 | Маликов Абдулла Абдулхакович    | 21.11.1907 — 17.09.1981 | Директор плодоовощеводческого совхоза № 3 Грозненского района Чечено-Ингушской АССР                                                                                     | 30.04.1966      | сельхоз       | *Татарстан              | [ ГС 11 ] |
| 12 | Миндубаев Семигула Шагиевич     | 1896—1981               | Мастер подземного ремонта скважин треста «Октябрьнефть» объединения «Грознефть» Министерства нефтяной промышленности южных и западных районов СССР, Грозненская область | 08.05.1948      | нефтепром     | *Татарстан              | [ ГС 12 ] |
| 13 | Муслиева Тамара Магомедовна     | род. 17.01.1937         | Звеньевая совхоза «Джалка» Шалинского района Чечено-Ингушской АССР | 31.12.1965      | сельхоз       | Шалинский район         | [ ГС 13 ] |
| 14 | Олейников Иван Денисович        | 10.06.1910 — 12.12.1984 | Старший мастер по сложным работам треста «Грознефтеразведка» Чечено-Ингушского совнархоза                                                                               | 19.03.1959      | нефтепром     | *Винницкая область      | [ ГС 14 ] |
| 15 | Пугачёв Иван Васильевич         | 30.01.1915 — 30.01.2003 | Начальник установки каталитического крекинга Новогрозненского нефтеперерабатывающего завода Чечено-Ингушского совнархоза                                                | 19.03.1959      | нефтехимпром  | *Краснодарский край     | [ ГС 15 ] |
| 16 | Радченко Михаил Иванович        | 14.12.1908 — 20.03.1975 | Паровозный машинист депо Гудермес Орджоникидзевской железной дороги, Чечено-Ингушская АССР                                                                              | 05.11.1943      | транспорт     | *Луганская область      | [ ГС 16 ] |
| 17 | Саидов Бауди Магомедович        | 1933 — 29.07.2011       | Бригадир совхоза «Джалка» Шалинского района Чечено-Ингушской АССР | 07.12.1973      | сельхоз       | Шалинский район         | [ ГС 17 ] |
| 18 | Стоянова Анна Владимировна      | 02.11.1913 — ????       | Учительница Ножай-Юртовской восьмилетней школы Ножай-Юртовского района Чечено-Ингушской АССР                                                                            | 01.07.1968      | образование   | *Орловская область      | [ ГС 18 ] |
| 19 | Табацкова Вера Георгиевна       | 19.03.1925 — 07.04.2009 | Первый секретарь Шелковского райкома КПСС, Чечено-Ингушская АССР | 08.04.1971      | госуправление | Шелковской район        | [ ГС 19 ] |
| 20 | Ушакова Мария Павловна          | 1922 — ????             | Швея-мотористка Грозненского швейного производственного объединения Министерства лёгкой промышленности РСФСР, Чечено-Ингушская АССР                                     | 04.05.1971      | легпром       | *Тамбовская область     | [ ГС 20 ] |
| 21 | Фёдоров Виктор Степанович       | 29.05.1912 — 01.02.1990 | Начальник Грозненского нефтекомбината Народного комиссариата нефтяной промышленности СССР, Чечено-Ингушская АССР                                                        | 24.01.1944      | нефтепром     | *Краснодарский край     | [ ГС 21 ] |
| 22 | Хаджиев Шамсудин                | 20.08.1930 — 25.11.2005 | Каменщик Чечено-Ингушского управления строительства Министерства промышленного строительства СССР                                                                       | 05.04.1971      | строительство | Грозненский район       | [ ГС 22 ] |
| 23 | Хамидов Эльмурза                | 03.01.1937 — 2009       | Старший чабан колхоза имени Ленина Наурского района Чечено-Ингушской АССР                                                                                               | 13.03.1981      | сельхоз       | Чечня                   | [ ГС 23 ] |
| 24 | Цапок Марфа Андреевна           | 1915 — ????             | Свинарка совхоза «Гудермесский» Гудермесского района Чечено-Ингушской АССР                                                                                              | 22.03.1966      | сельхоз       | *Ставропольский край    | [ ГС 24 ] |
| 25 | Эсмухамбетов Наурды Акватович   | 1927—1994               | Старший чабан племенного овцесовхоза «Шелковский» Шелковского района Чечено-Ингушской АССР                                                                              | 22.05.1963      | сельхоз       | *Дагестан               | [ ГС 25 ] |

## Уроженцы Чечни, удостоенные звания Героя Социалистического Труда в других регионах СССР
| №  | Фамилия, имя, отчество          | Даты жизни              | Деятельность | Дата присвоения | Отрасль         | Место рождения           | ГС        |
| -- | ------------------------------- | ----------------------- | --- | --------------- | --------------- | ------------------------ | --------- |
| 1  | Бахмадов Мады Джамалдинович     | род. 1931               | Чабан колхоза «Кавказ» села Вознесенское Малгобекского района Чечено-Ингушской АССР                                                                                               | 08.04.1971      | сельхоз         | Итум-Калинский район     | [ ГС 1 ]  |
| 2  | Бойко Мария Федосеевна          | 1914 — ????             | Звеньевая колхоза имени Карла Маркса, гор. Кизляр Грозненской области | 17.09.1949      | сельхоз         | Грозный                  | [ ГС 2 ]  |
| 3  | Вольфсон Илья Владимирович      | 30.07.1913 — 05.05.1982 | Начальник управления строительства Рефтинской ГРЭС Министерства энергетики и электрификации СССР, Свердловская область                                                            | 24.06.1981      | энергетика      | Грозный                  | [ ГС 3 ]  |
| 4  | Деревянко Иван Николаевич       | 10.02.1928 — 25.11.1989 | Старший чабан колхоза имени Ленина Кизлярского района Дагестанской АССР | 23.12.1976      | сельхоз         | Грозненский район        | [ ГС 4 ]  |
| 5  | Зилаева Мария Степановна        | 1921 — ????             | Звеньевая виноградарского совхоза имени Молотова Министерства пищевой промышленности СССР, Анапский район Краснодарского края                                                     | 26.09.1950      | сельхоз         | Грозный                  | [ ГС 5 ]  |
| 6  | Золин Николай Емельянович       | 03.05.1913 — 04.07.1967 | Директор совхоза «Урожайный» Рузаевского района Кокчетавской области | 11.01.1957      | сельхоз         | Серноводский район       | [ ГС 6 ]  |
| 7  | Иванюков Демид Васильевич       | 1907 — 03.07.1975       | Директор Московского нефтеперерабатывающего завода Министерства нефтеперерабатывающей и нефтехимической промышленности СССР                                                       | 20.04.1971      | нефтехимпром    | Ачхой-Мартановский район | [ ГС 7 ]  |
| 8  | Иванюков Михаил Васильевич      | 29.09.1895 — 17.08.1980 | Главный врач больницы № 1 Четвёртого Главного управления при Министерстве здравоохранения РСФСР, гор. Москва                                                                      | 26.09.1975      | здравоохранение | Ачхой-Мартановский район | [ ГС 8 ]  |
| 9  | Кучеров Павел Михайлович        | 1908 — 28.04.1993       | Директор Харьковского машиностроительного завода «Кондиционер» Министерства строительного, дорожного и коммунального машиностроения СССР                                          | 20.04.1971      | машиностроение  | Чечня                    | [ ГС 9 ]  |
| 10 | Левшин Александр Иванович       | 10.10.1932 — 18.03.2006 | Буровой мастер конторы глубокого разведочного бурения № 1 нефтепромыслового управления «Малгобекнефть» Министерства нефтедобывающей промышленности СССР, Чечено-Ингушская АССР    | 24.12.1965      | нефтепром       | Грозный                  | [ ГС 10 ] |
| 11 | Мелик-Карамов Николай Борисович | 05.04.1930 — 07.04.1975 | Буровой мастер Усть-Балыкской нефтеразведочной экспедиции Тюменского геологического управления Министерства геологии РСФСР, Ханты-Мансийский национальный округ Тюменской области | 04.07.1966      | геология        | Грозный                  | [ ГС 11 ] |
| 12 | Миллионщиков Михаил Дмитриевич  | 16.01.1913 — 27.05.1973 | Заместитель директора Института атомной энергии имени И. В. Курчатова по научной работе, академик и вице-президент Академии наук СССР, гор. Москва                                | 27.04.1967      | наука           | Грозный                  | [ ГС 12 ] |
| 13 | Рудяк Евгений Георгиевич        | 02.01.1908 — 04.04.1991 | Главный конструктор проектов и начальник конструкторского бюро завода ЦКБ-34 Государственного комитета по оборонной технике СССР, гор. Ленинград                                  | 28.04.1963      | оборонпром      | Грозный                  | [ ГС 13 ] |
| 14 | Сапаров Ахмет                   | 1926 — 30.09.2002       | Старший чабан совхоза имени Калинина Ленгерского района Чимкентской области | 08.04.1971      | сельхоз         | Шаройский район          | [ ГС 14 ] |
| 15 | Сирикин Иван Фёдорович          | 28.08.1923 — 25.06.1994 | Буровой мастер Новогрозненской конторы бурения Ставропольского нефтепромыслового управления Ставропольского совнархоза                                                            | 19.03.1959      | нефтепром       | Грозный                  | [ ГС 15 ] |
| 16 | Эсамбаев Махмуд Алисултанович   | 15.07.1924 — 07.01.2000 | Чеченский эстрадный актёр, хореограф, балетмейстер, народный артист СССР, гор. Москва                                                                                             | 13.07.1984      | культура        | Урус-Мартановский район  | [ ГС 16 ] |